# Plaza del Estado
La plaza del Estado o la plaza HaMedina (en hebreo: כיכר המדינה) es la plaza más grande en Tel Aviv, una ciudad en Israel.
Alrededor de la plaza, que fue diseñada por el arquitecto Oscar Niemeyer (en colaboración con los arquitectos israelíes que planearon los edificios residenciales existentes), hay una calle circular, Él Be'Iyar (la calle de Día de la Independencia de Israel ), que conecta con dos calles principales : el norte y el sur de la calle Weizmann y de este a oeste la calle Jabotinsky, así como una serie de pequeñas calles. La plaza en sí es actualmente el sitio de un parque grande, mal mantenido , sin embargo varios planes para demoler y construir grandes centros comerciales y torres de lujo han tenido problemas debido a la oposición local.